# Reichardia

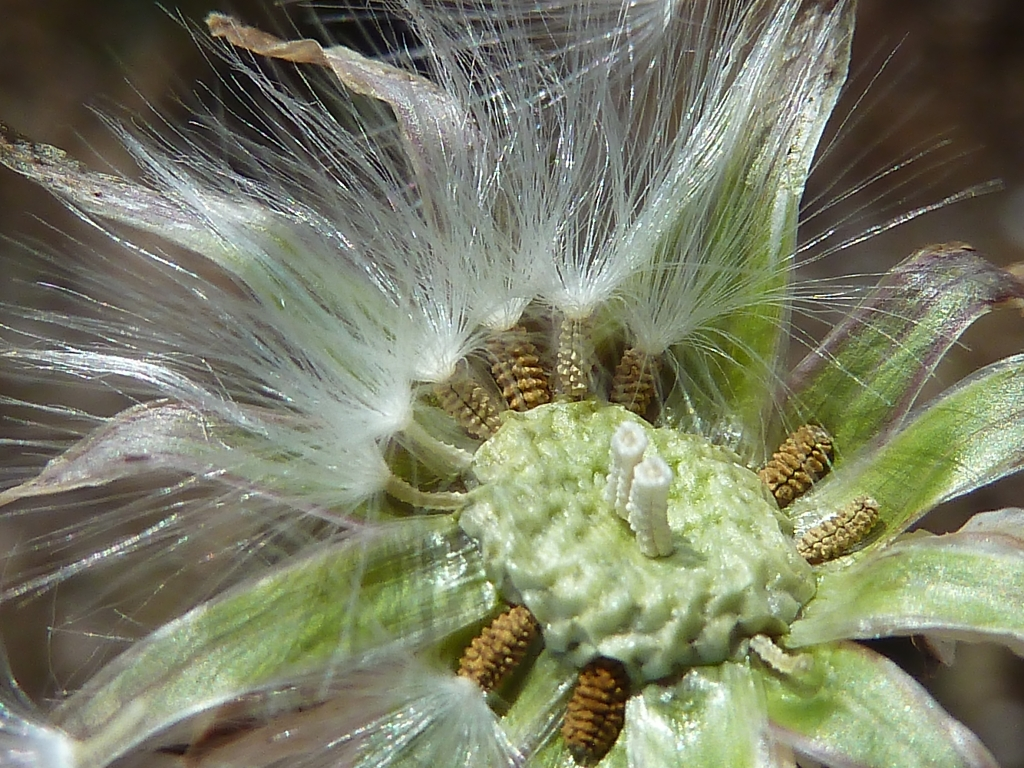
Reichardia tingitana: cipselas heteromorfas in situ

Reichardia es un género de plantas con flores perteneciente a la familia Asteraceae. Tiene 7 especies aceptadas de las 26 descritas. En España esta conocida con el nombre vernacular de cosconilla o lechugilla dulce, entre otros.

## Etimología
Dedicado a Johann Jakob Reichard (1743-1782), botánico, micólogo, briólogo, pteridólogo, y algólogo alemán, editor de varias obras de Carlos Linneo.

## Descripción
Son hierbas anuales, bienales o perennes, caulescentes, rara vez acaules con tallos herbáceos, a veces leñosos en la base, generalmente ramificados. Las hojas son de enteras a pinnatifidas, con dientes marginales espinulosos y con frecuencia cubiertas de papilas blancas, las inferiores frecuentemente formando rosetas basales. Los capítulos son solitarios terminales, con involucro de varias filas de brácteas involucrales generalmente con margen escarioso y con una callosidad o mucrón apical. El receptáculo no lleva escamas. Las lígulas son amarillas, a veces teñidas de púrpura en la base del limbo. Los frutos son aquenios homomorfos o heteromorfos; los externos con 4 costillas tuberculadas transversalmente, los internos con o sin tubérculos. El vilano comporta varias filas de pelos finos imperceptiblemente escabridos no plumosos.

## Distribución
El género es nativo del Mediterráneo, con unas especies endémicas de las Islas canarias.

## Taxonomía
El género fue ubicado hasta hace pocos años en la tribu Dendroseridinae, no obstante los estudios moleculares sobre este taxón y géneros relacionados han permitido establecer que pertenece a la tribu Sonchinae.
, hoy Hyoseridinae.

## Especies aceptadas
- Reichardia crystallina (Sch.Bip. ex Sch.Bip.) Bramwell - solo Canarias
- Reichardia famarae Bramwell & G.Kunkel ex M.J.Gallego & Talavera- solo Canarias
- Reichardia gaditana (Willk.) Samp. - península ibérica y África del Norte
- Reichardia intermedia (Sch.Bip.) Samp. - Mediterráneo oriental
- Reichardia ligulata (Vent.) G.Kunkel & Sunding - solo Canarias
- Reichardia picroides (L.) Roth - todo el Mediterráneo
- Reichardia tingitana (L.) Roth - Mediterráneo meridional y localmente en el occidental y oriental[6][2]